# آبشار هفت آتره
آبشار هفت آتره (به لاتین: Atera Seven Falls) یک آبشار در ژاپن است که در Shinshiro, Aichi, Japan واقع شده‌است.